# CGBA
1. REDIRECIONAMENTO Ácido canabigerólico